# Шотландская кухня
Шотландская кухня (англ. Scottish cuisine, скотс Scots cuisine, гэльск. Biadh na h-Alba) — национальная кухня независимого королевства Северной Европы, входящего в состав Великобритании.
Местная кухня сформировалась из кулинарных традиций кельтских народностей с дальнейшим заметным влиянием многих северо- и западноевропейских кухонь, особенно французской и английской.
Кухня основной массы населения (исключая привычки высшего сословия, которые почти полностью заимствованы из чужих, более модных раньше традиций) опирается на древние шотландские земледельческие обычаи, семейные рецепты и национальные способы производства (соление, копчение). Плодородные земли, богатое море и своеобразный климат позволили появиться на столах шотландцев множеству продуктов и блюд, известных сегодня всему миру: баранине, рыбе, овощам и другим.

## Традиции и ритуалы
Самобытность шотландской кухни создают не сами продукты, так как они и их аналоги широко встречаются в кухнях соседних стран, а именно определённые их сочетания, тщательно соблюдаемые традиции приготовления, состав, скрупулёзность процесса готовки, особенности употребления и даже приурочивание определённого вида меню к конкретному времени, датам или событиям.

## Супы
Питание шотландцев достаточно разнообразное. Густые наваристые супы и похлёбки по консистенции напоминают гуляш. Часто в них кладут практически все «подручные» продукты: от овощей, круп и мяса до рыбы и зелени.
Популярные супы:
- «кокки-ликки» — луковый суп с курицей и черносливом
- «каллен скинк» — похлёбка с копчёной рыбой
- рисовый суп-пюре с крабами
- чечевичный суп с беконом
- перловый суп с овощами и бараниной

## Вторые блюда
Традиционным вторым блюдом всех регионов Шотландии является своеобразный гуляш — приготовляемое изначально на открытом огне блюдо из долго тушащихся в воде мяса, птицы, овощей и крупы. Также птицу (курятину, дичь) и мясо (в основном, баранину, говядину и оленину) здесь принято коптить или тушить в пиве (эле), а рыбу и морепродукты — отваривать или запекать. На гарнир используются густые горячие каши (особенно популярны всяческие вариации овсянки) и отварные овощи (репа, брюква, картофель, морковь, лук, горошек), которые часто затем смешивают и запекают под крышкой. Очень популярен хлеб домашней выпечки.
Популярные гарниры:
- «скирли» — традиционный гарнир из обжаренного лука и геркулеса
- «ниппс-таттис» — пюре из запечённых брюквы с картофелем
- «клапшот» — пюре из отварных картофеля и репы с чёрным перцем
- лук-порей, тушёный в масле
- густые каши (овсяная, перловая, чечевичная)

Популярные вторые блюда:
- «хаггис» — овечий рубец, начинённый субпродуктами со специями
- фрикадельки с яйцом
- гуляш из свинины с элем или из говядины с маринованными орехами
- стовис — картофельное стью
- фарш и картошка — говяжий фарш с картофельным пюре
- пироги с бараньими почками
- рыбный пирог с луком и картофелем
- курица в горшочке
- говядина, тушёная в пиве
- гусь, фаршированный рубленными потрохами
- отварной лосось в желе

## Напитки и сладости
В Шотландии горячий чай считается национальным напитком, который обычно подают в сопровождении разнообразных сладостей (печенье, блины, овсяные лепёшки, кексы, джемы, мармелады), а также копчёностей. Такой «большой чай» обычно устраивают поздно вечером, в отличие от английского послеполуденного чаепития. Сегодня в чай могут добавлять ароматные травы или фруктовые добавки. Из выпечки на весь мир славятся здешние пироги с ягодами, а также имбирное, песочное и овсяное печенье (Шотландия считается родиной последнего). На праздники здесь готовят выпечку — сконы, а также кексы с миндалём и изюмом (кексы Данди). Однако самым популярным местным десертом является «кранахан» — смесь обжаренных овсяных хлопьев, свежих ягод, мёда и взбитых сливок.
Самым популярным спиртным напитком королевства является знаменитый шотландский виски, а также всевозможные ликёры на его основе. Во многих деревнях готовят домашние вина и пиво.